# Château de Rayssac
Ne doit pas être confondu avec Commanderie de Rayssac.
Le château de Rayssac, anciennement château du Castelas, est un château situé sur la commune de Rayssac dans le Tarn, en région Occitanie (France).

## Historique
Le château de Castelas est construit à une date inconnue. Au XVIe siècle, lors des guerres de Religion, un domestique de la famille catholique possédant le château trahi ses maîtres au profit des soldats huguenots, qui rasent alors l'édifice originel.
Un nouveau château est alors construit au XVIIe siècle par la famille de Bayne, sous le nom de château de Rayssac. Il reste ensuite jusqu'au XIXe siècle dans cette même famille. Dans la première moitié du XIXe siècle, le château appartient à Louise de Bayne, amie proche et correspondante de l'écrivaine française Eugénie de Guérin.[réf. souhaitée]

## Architecture
Le château de Rayssac est une grande bâtisse quadrangulaire sans parements extérieur, de style Henri IV. Construit en pierre noire badigeonné de chaux, il possède une couverture en ardoise. Trois des quatre angles de l'édifice sont flanqués de tours carrées, arasées au niveau de la toiture.
Il présente trois étages, ainsi qu'une grande galerie intérieure. Seules les ouvertures sont quelque peu ornées, en l’occurrence par des feuillages, et il demeure les traces effacées d'un blason au-dessus d'une porte[réf. souhaitée].